# Polyblastus provancheri
Polyblastus provancheri là một loài tò vò trong họ Ichneumonidae.